# 南塘站
南塘站位于中国广西壮族自治区桂林市兴安县，为湘桂铁路车站，距离衡阳站291千米，距离凭祥站722千米。该站建于1957年，现为四等站，已不办理客运业务。。